# Setosellina constricta
Setosellina constricta är en mossdjursart som beskrevs av Harmer 1926. Setosellina constricta ingår i släktet Setosellina och familjen Setosellinidae. Inga underarter finns listade i Catalogue of Life.